# Godło Zakaukaskiej FSRR

Godło Zakaukaskiej Federacyjnej Socjalistycznej Republiki Radzieckiej 1923–1936

Wczesna wersja godła

Wczesna wersja godła

Godło Gruzji z lat 1918–1921, na którym wzorowano układ godła Zakaukaskiej FSRR

Godło Zakaukaskiej Federacyjnej Socjalistycznej Republiki Radzieckiej – jeden z symboli państwowych Zakaukaskiej Federacyjnej Socjalistycznej Republiki Radzieckiej.
W swej pierwotnej postaci (do 1923 r.) nie przypominało innych radzieckich godeł. Nie posiadało wieńca i zawierało wiele elementów narodowych nawiązujących do specyfiki 3 republik radzieckich, wchodzących w jej skład: Armeńskiej, Azerbejdżańskiej i Gruzińskiej SRR.
Godło w tym okresie miało formę pięcioramiennej gwiazdy, w środku której umieszczono okrągłe pole, a na nim sierp i młot oraz półksiężyc i małą gwiazdę na tle masywu Araratu. Sierp i młot są symbolami sojuszu robotniczo-chłopskiego oraz najważniejszymi elementami godła Związku Radzieckiego. Pięć ramion gwiazdy symbolizować miało zwycięstwo komunizmu w pięciu częściach świata. Gwiazda ta zarazem, graficznie, poprzez układ ornamentu, nawiązuje do siedmioramiennej gwiazdy z herbu Gruzji z lat 1918–1921 (przywróconego także w latach 1991–2004). Półksiężyc nawiązuje do islamskich tradycji Azerbejdżanu (jest to ewenement w radzieckiej heraldyce, starannie usuwającej wszelkie religijne symbole), zaś wizerunek góry Ararat symbolizuje Armenię. Góra ta, położona obecnie na obszarze Turcji, znajduje się jednak na historycznych ziemiach ormiańskich i tradycyjnie wiązana jest z tym państwem; jej wizerunek umieszczony był na jednym z pięciu pól godła Armenii z roku 1918 (i wzorowanego na nim godła z 1992 r.) a także był głównym elementem godła Armeńskiej SRR. Znajdująca się w godle mała gwiazda z jednej strony jest dopełnieniem symbolizującego islam półksiężyca, a z drugiej - symbolem komunizmu.
Na przełomie lat 1923/1924 dokonano daleko idących zmian w symbolice godła, przy jednoczesnym zachowaniu dużego podobieństwa graficznego do godła w jego wcześniejszej postaci: do symboli, znajdujących się w okręgu znajdującego się na pięcioramiennej tarczy dodano elementy związane z przemysłem (kominy fabryk i szyby naftowe) oraz rolnictwem (kłosy pszenicy, grona winorośli, kwiaty bawełny, ryż i kolby kukurydzy), jednocześnie usuwając półksiężyc, oraz dokonano korekty wizerunku masywów górskich, które w konsekwencji przestały przypominać powiązany z Armenią Ararat.  
W 1924 r. usunięta została powiązana z Gruzją gwiazda, zaś godło ograniczono do znajdującego się dotąd w centrum gwiazdy koła, które otoczone zostało otokiem ze skrótami nazwy republiki w jej 4 językach urzędowych: ormiańskim, rosyjskim, gruzińskim i azerskim (zapisywanym pismem arabskim) oraz rosyjskojęzycznym napisem, wzywającym do jedności proletariatu: Пролетарии всех стран, соединяйтесь! („Proletariusze wszystkich krajów, łączcie się!”).
Do czasu zakończenia istnienia Zakaukaskiej FSRR jej godło nie uległo już większym zmianom, poza korektą zapisu azerskojęzycznego, polegającego na zmianie zapisu skrótu nazwy republiki z pisma arabskiego na łacińskie, związanego z przyjętą w ZSRR zmianą systemu zapisu tego języka.